# Rolling Fork
Rolling Fork är administrativ huvudort i Sharkey County i den amerikanska delstaten Mississippi. Rolling Fork fick sin början i form av en plantage som grundades år 1826. Själva kommunen grundades officiellt år 1880.

## Tornadon 2023
Fredagen den 24 mars 2023, strax efter 20:00 lokaltid drabbades Rolling Fork av en extremt kraftfull tornado. Katastrofala skador rapporterades i staden, där de flesta av byggnaderna i affärsdistriktet är förstörda. 
Minst 24 människor rapporterades döda i Rolling Fork och i närliggande Silver City. 

## Kända personer från Rolling Fork
- Fielding L. Wright, politiker

## Galleri

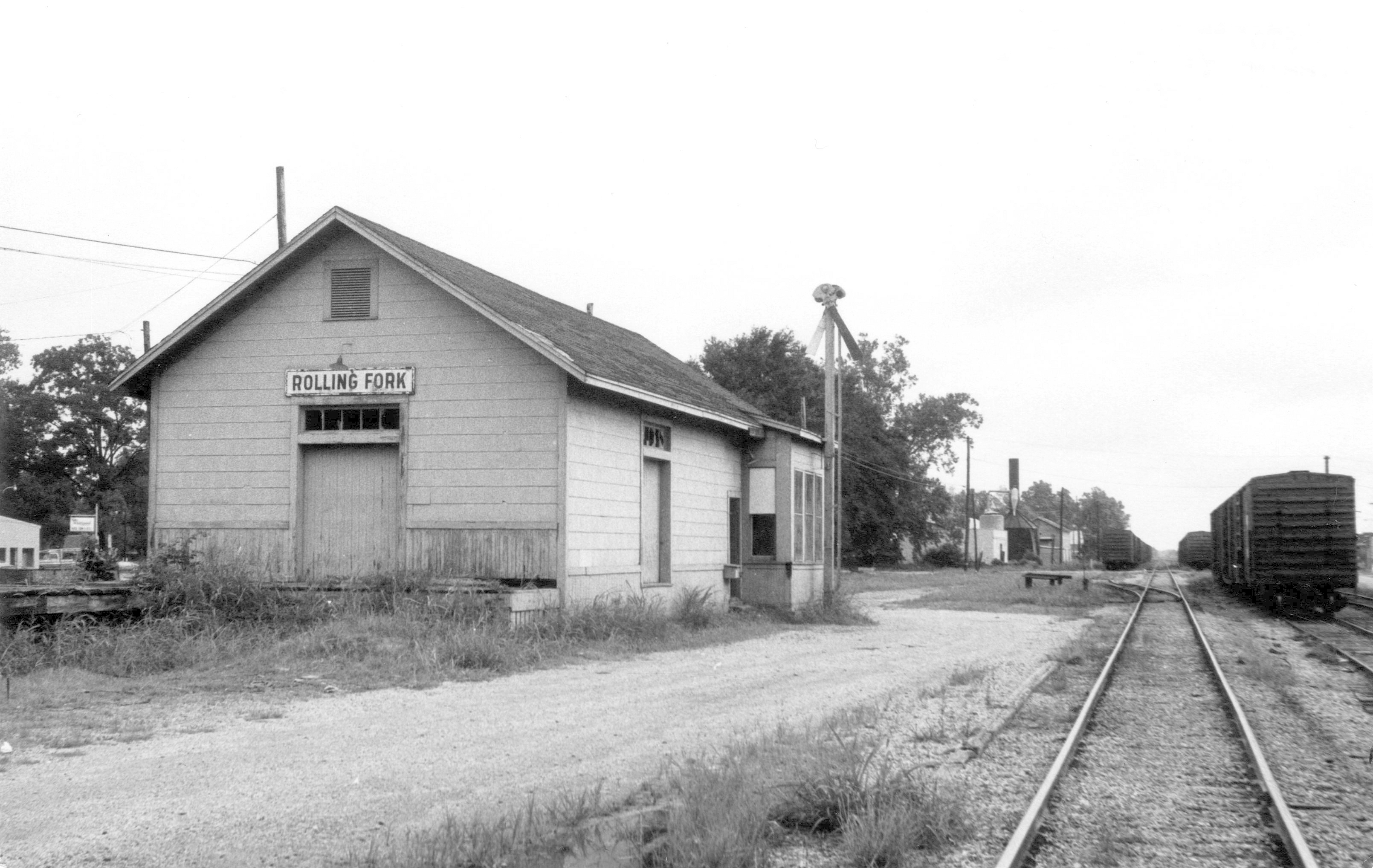
En gammalt godsmagasin i Rolling Fork.
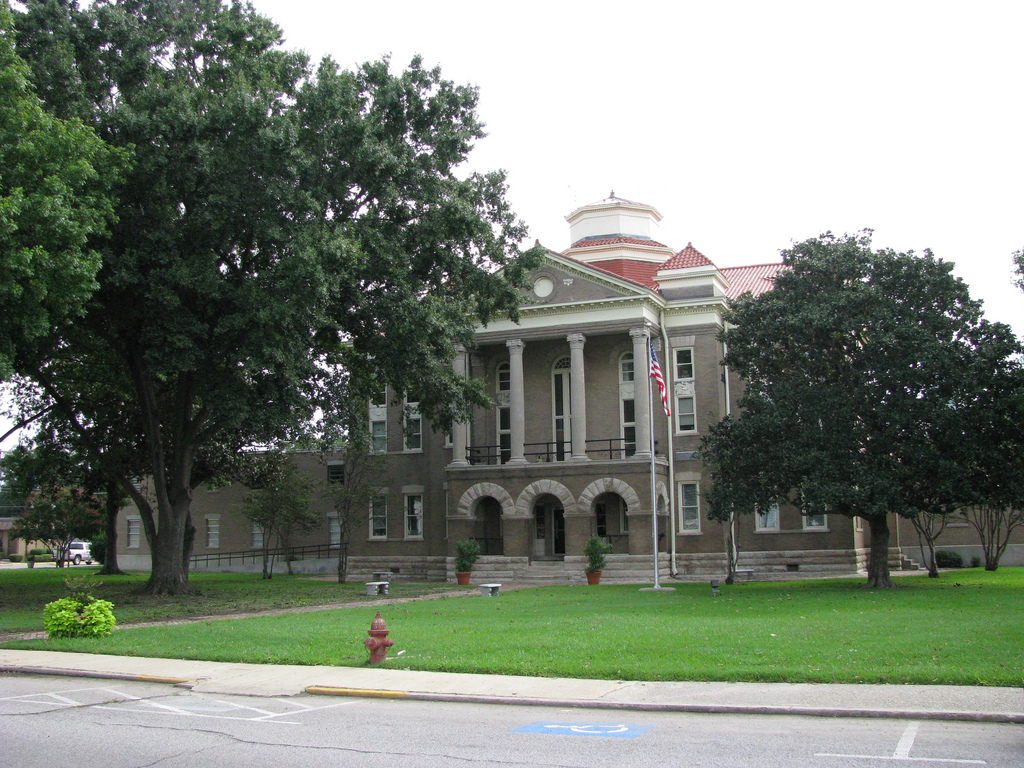
Sharkey Countys tingshus.
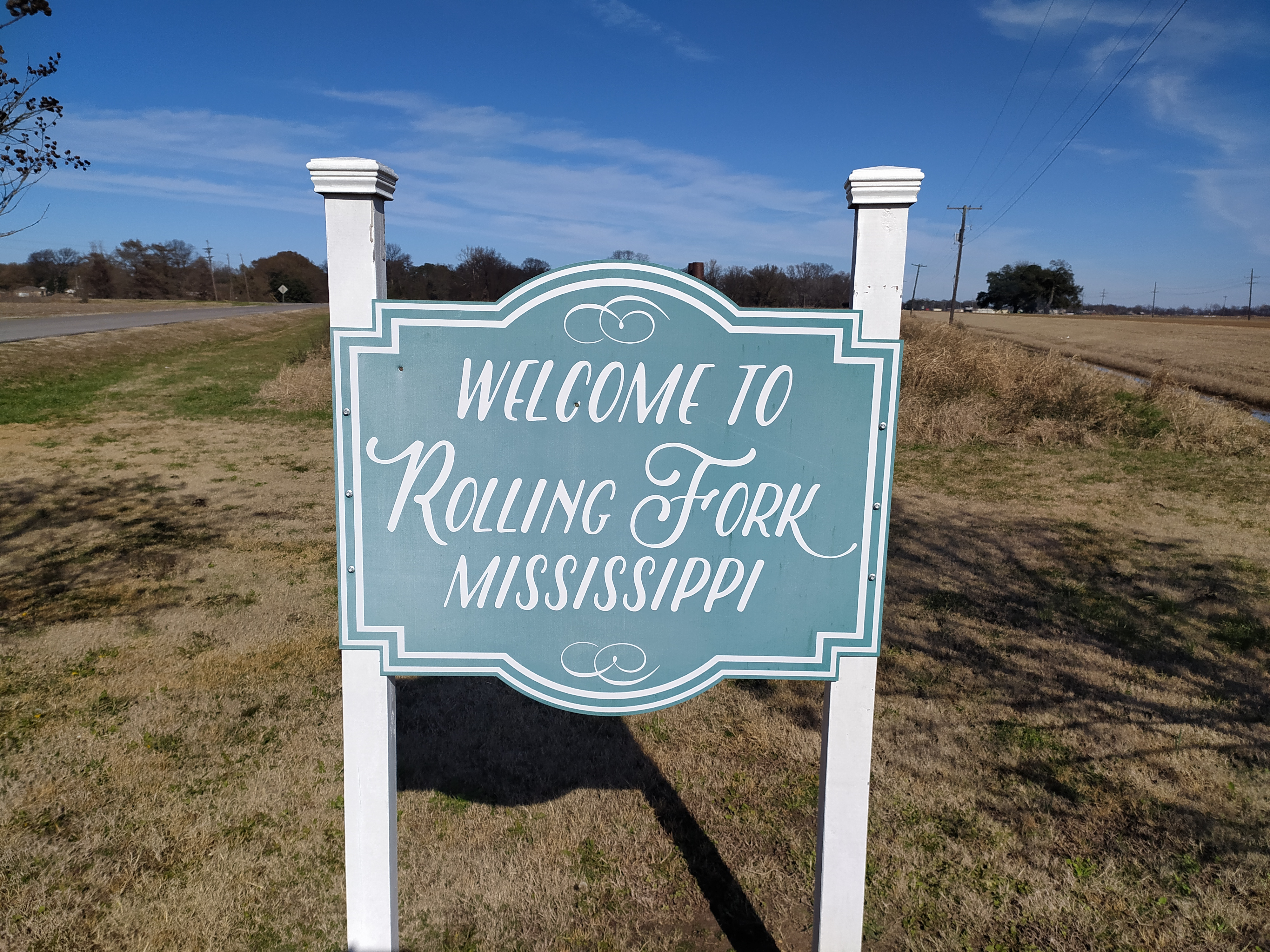
Välkomstskylt.